# Haggertyïta
La haggertyïta és un mineral de la classe dels òxids, que pertany al subgrup de la hawthorneïta. Va ser anomenat per Stephen E. Haggerty de la Universitat de Massachusetts, en reconeixement dels seus importants estudis sobre els minerals titanats del mantell terrestre i sobre els òxids en general. Químicament és semblant a la hawthorneïta.

## Classificació
Segons la classificació de Nickel-Strunz, la haggertyita pertany a «04.CC: Òxids amb relació Metall:Oxigen = 2:3, 3:5, i similars, amb cations de mida mitjana i gran» juntament amb els següents minerals: cromobismita, freudenbergita, grossita, clormayenita, yafsoanita, lueshita, natroniobita, perovskita, barioperovskita, lakargiïta, megawita, loparita-(Ce), macedonita, tausonita, isolueshita, crichtonita, davidita-(Ce), davidita-(La), davidita-(Y), landauita, lindsleyita, loveringita, mathiasita, senaita, dessauita-(Y), cleusonita, gramaccioliïta-(Y), diaoyudaoita, hawthorneita, hibonita, lindqvistita, latrappita, plumboferrita, yimengita, magnetoplumbita, nežilovita, batiferrita, barioferrita, jeppeita, zenzenita i mengxianminita.

## Característiques
La haggertyïta és un òxid de fórmula química Ba[Fe₆2+Ti₅Mg]O19. Cristal·litza en el sistema hexagonal. La seva duresa a l'escala de Mohs és 5. Forma plaquetes, normalment d'uns 30-70 micròmetres i sovint amb morfologia hexagonal.

## Formació i jaciments
En la seva localitat tipus es va descriure en zones de reacció al voltant de petits xenòlits de material màfic en lamproïta. S'ha descrit només a la seva localitat tipus.